# Gourde
O gourde ou, na sua forma aportuguesada, gurde (plural em português: gurdes) é a unidade monetária do Haiti e está dividida em 100 cêntimos. O seu código ISO 4217 é HTG. Subdivide-se em cêntimos.

## Moedas em circulação

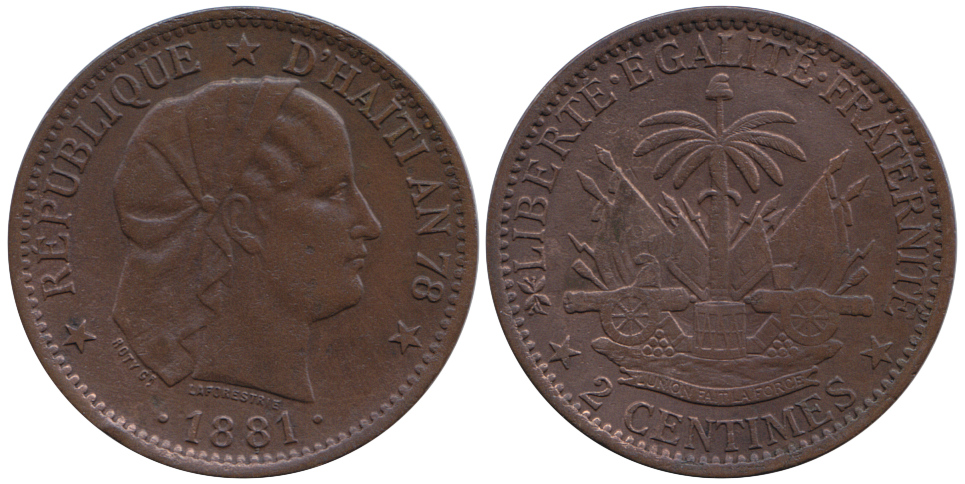
Moeda de 2 cêntimos, de bronze. Cunhada em Paris em 1881.

São as seguintes as moedas em circulação:
- 5 cêntimos
- 10 cêntimos
- 20 cêntimos
- 50 cêntimos
- 1 gurde
- 5 gurdes